# Itziar Pascual Ortiz

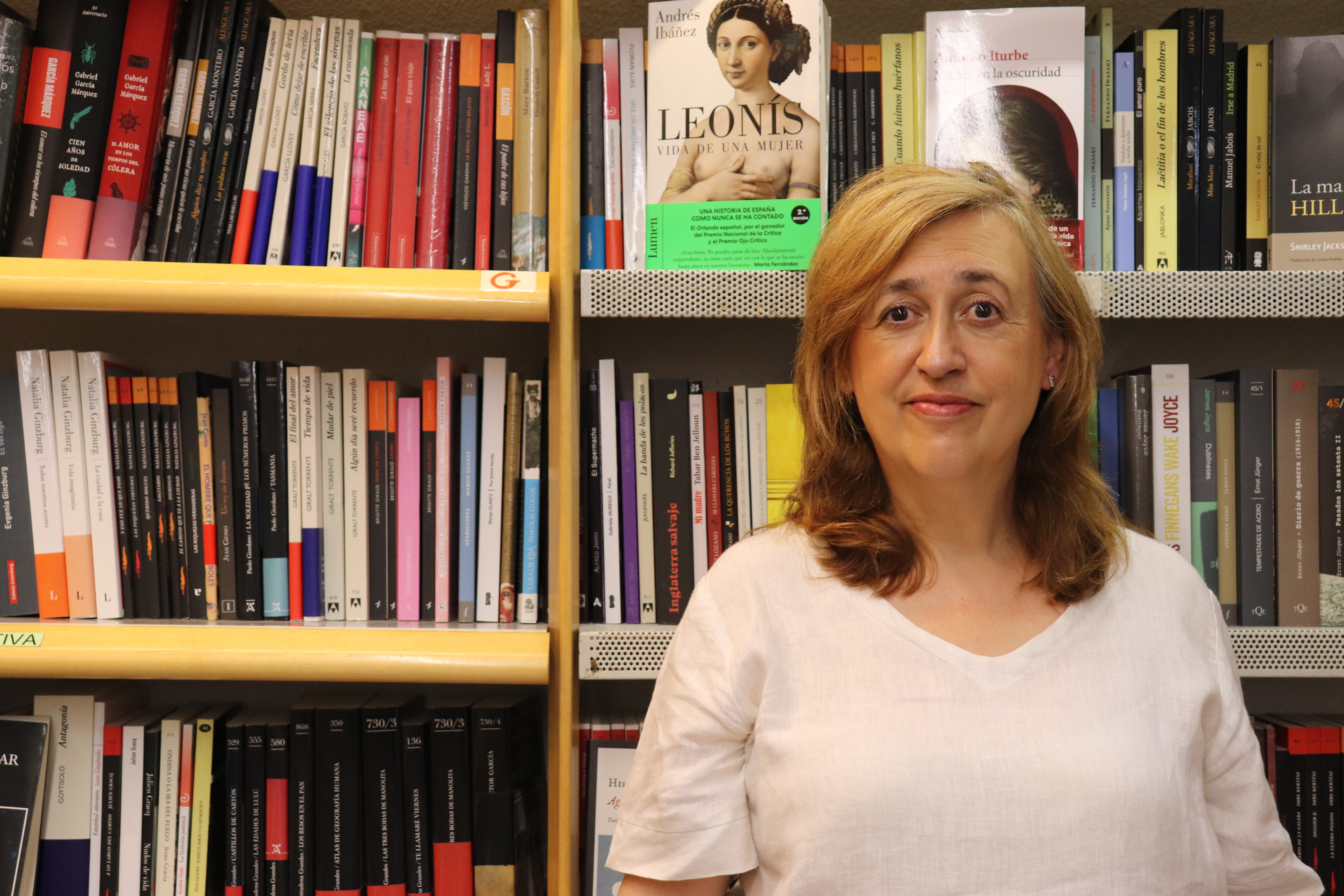

Itziar Pascual Ortiz (Madrid, 13 de mayo de 1967) es una dramaturga española, Premio Nacional de Teatro para la Infancia y la Juventud.

## Trayectoria
Pascual se doctoró en la Facultad de Ciencias de la Información de la Universidad Complutense de Madrid, y es licenciada en Dramaturgia por la Real Escuela Superior de Arte Dramático (RESAD). Desde 1999, trabaja como profesora de Literatura Dramática y Dramaturgia en la RESAD. Desde 2025, es Catedrática en la especialidad de Dramaturgia y Escritura Dramática. Además, ha desarrollado su trabajo como periodista en diferentes medios como la Cadena SER y en prensa escrita, sobre todo en revistas teatrales especializadas como El Público, Primer Acto, Revista ADE-Teatro, Acotaciones, y Las Puertas del Drama. En 2018 obtuvo el accésit del Premio Paco Rabal de Periodismo Cultural, que convoca anualmente AISGE.
Ha sido asistente de dirección en dos obras del director teatral Guillermo Heras en el Centro Nacional de Nuevas Tendencias Escénicas: Como los griegos de Steven Berkoff y Nosferatu de Francisco Nieva. Fue presidenta, entre 2000 y 2003, de Marías Guerreras, Asociación de Mujeres en las Artes Escénicas de Madrid (AMAEM), entidad de la que es socia fundadora y en la que ha realizado la edición del volumen I Ciclo de las Marías Guerreras en la Casa de América.

### Obra dramática
- Honra, 2025
- Vida, 2024
- El increíble viaje de William Parry, 2023
- Las chicas de azul. 2022
- La vuelta (un paisaje en la infancia de La Distancia. Cápsulas de memoria), 2021
- Mannequin Challenge, 2021
- Lorca, Vicenta (coescrita con Yolanda Pallín y Jesús Laiz), 2021
- Princess (coescrita con Luis Fernando de Julián), 2021
- Raíz, 2020
- El canto de las espigas, 2020
- El grito (Una historia sobre la verdad) (coescrita con Amaranta Osorio), 2020
- Pepito (Una historia de vida para niños y abuelos), 2019
- La niña y la ballena (Neska eta balea), 2017.
- Antígona, 2017.
- Vietato dare da mangiare / Prohibido dar de comer (coescrita con Amaranta Osorio)  , 2017.
- Clic, Cuando todo cambia (coescrita con Amaranta Osorio)  , 2017.
- Moje Holka, Moje Holka, (coescrita con Amaranta Osorio) 2016.
- Ainhara, 2015.
- La vida de los salmones, 2015.
- Un aroma de vainilla, 2015.
- Tarjeta roja, 2014.
- Una hilera de almeces, 2014.
- Rita, 2014.
- Mamihlapinatapai, 2013.
- Eudy, 2013.
- Harambee!, 2013.
- Las hijas del viento y otras piezas breves, 2012.
- La mujer árbol, 2011.
- Raíces de paz, 2010.
- Las horas muertas, 2010.
- Sololoquio de Natalia Karp, 2008.
- Princesas (Olvidadas o escondidas), 2008.
- Variaciones sobre Rosa Park, 2006.
- Nana y despedida, 2005.
- Hijas del viento, 2005.
- Mascando ortigas, 2005.
- Pared, 2004.
- Palabras contra la guerra, 2003.
- Jaula (Barrotes de palabras y silencios), 2003.
- Saudade, 2003.
- Tras las tocas, 2002.
- La paz del crepúsculo, 2002.
- Pére Lachaise, 2002.
- Mujeres, 2002.
- Tres mujeres, 2002.
- Varadas, 2002.
- Salomé, 2001.
- Electra, 2001.
- Casandra, 2001.
- La máquina, 2001.
- San para mí, 2001.
- Ciudad lineal, 2000.
- Sirenas en alquitrán, 2000.
- Así en la tierra como en el cielo, 2000.
- Una noche de lluvia, 1999.
- Cineforum, 1999.
- Lirios sobre fondo azul, 1998.
- Herida, 1998.
- Blue Montains (Aromas de los últimos días), 1998.
- Miauless,1997.
- Holliday aut, 1996.
- Las voces de Penélope, 1996.
- Nox tenebris, 1995.
- El domador de sombra, 1993.
- Memoria, 1993.
- Fuga, 1992.

## Premios y reconocimientos
Pascual, con más de cincuenta obras teatrales escritas, premiadas, publicadas, estrenadas y traducidas, fue galardonada en 2007 con el Premio Victoria Kent en su XVII edición por la obra ¿Un escenario de mujeres invisibles? El caso de las Marías Guerreras, que fue publicada por la Universidad de Málaga (UMA). También es autora de diversos trabajos de investigación y reflexión teatral como "Suzanne Lebeau. Las huellas de la esperanza" (Madrid, ASSITEJ España) centrado en el estudio del teatro para la infancia de la dramaturga quebequense, y "Pasar a limpio (Cómo mejorar tu texto dramático)" (Madrid, Editorial Fundamentos); una compilación de consejos y sugerencias para la revisión de un texto teatral.
En 2013 ganó la VII edición del Certamen Internacional Leopoldo Alas Mínguez (LAM) de la Fundación SGAE, para textos teatrales sobre la comunidad de Lesbianas, Gais, Transexuales, Bisexuales, Intersexuales y Queer (LGTBIQ) con la obra de teatro EUDY. Una obra que cuenta la vida de la futbolista de la selección femenina de Sudáfrica Eudy Simelane, luchadora por los derechos del colectivo LGTB, que fue asesinada y violada en 2008 por 20 hombres. El Premio LAM es organizado anualmente por la Fundación SGAE y Asociación Cultural Visible para estimular la creación teatral contemporánea en lengua española del colectivo LGTBIQ. Al mismo tiempo, es un homenaje al escritor y periodista riojano Leopoldo Alas Mínguez, referente cultural del colectivo LGTBI, fallecido en Madrid en 2008. Aparte de la dotación económica, las obras son incluidas en las Lecturas Dramatizadas del Ciclo SGAE y se publican en la serie editorial Premios LAM que edita la Fundación SGAE.
También escribió en 2013 Un aroma de vainilla, obra ganadora del Premio del XXIV Certamen de Textos Teatrales para Público Infantil de la Escuela Navarra de Teatro de Pamplona. Esta obra se publicó junto con otro de sus texto titulado Ainhara en el año 2015, un poema dramático que ganó el Premio Morales Martínez para Textos Infantiles. En 2019 volvió a ganar este galardón con Pepito ( una historia de vida para niños y abuelos) , que estrenó en Pamplona con la compañía Ireala Teatro. Le siguió La vida de los salmones en 2015, que consiguió el Premio SGAE de Teatro Infantil.
En el año 2016 comenzó su colaboración de escritura teatral junto a la actriz y dramaturga Amaranta Osorio. Primero con la obra Moje Holka, Moje Holka, ganadora del Premio Jesús Domínguez de la Diputación de Huelva. En el 2017 esta colaboración continuó con Click. Cuando todo cambia, Pascual y Osorio fueron galardonadas con el Premio Fundación Teatro Calderón de Literatura Dramática.
En el año 2019 recibió el Premio Nacional de Teatro para la Infancia y la Juventud. y en 2022 obtuvo, por votación de los socios de ASSITEJ España, el Premio Nacional de Teatro para la infancia y la juventud 
En el año 2022 fue finalista del Premio Alandar por su novela para público juvenil El reino helado. También ha desarrollado su trabajo en el ámbito del álbum ilustrado 
En 2023 publica Días azules y sol de infancia ( Punto de Vista Editores), volumen antológico con siete de sus obras dramáticas para la infancia y la juventud.  En su teatro son relevantes la memoria, la poesía, la libertad y la justicia, defendiendo que no hay temas prohibidos cuando nos dirigimos a un público infantil y juvenil. En 2024 es finalista del VIII Torneo de Dramaturgia del Teatro Español, con su obra "Vida". En 2025 colabora con la escenógrafa y artista plástica Elisa Sanz en la dramaturgia y selección de textos de la performance "Honra", presentada en el Claustro del Museo Nacional de Artes Escénicas de Almagro
En 2025 recibió el Premio Max a Mejor autoría teatral con la obra Pepito, una historia de vida para niños y abuelos, otorgado por la Sociedad General de Autores y Editores (SGAE).